# 日本ドローン協会
一般社団法人日本ドローン協会（にほんドローンきょうかい）は、日本における無人航空機（ドローン）の普及や安全飛行の啓蒙などを目的とした一般社団法人である。

## 概要
無人航空機（ドローン）を安全に飛ばせる環境整備を目指して2015年4月に福岡市中央区で設立。
日本全国の土地所有者に「スカイグラウンド」としてドローンを自由に飛行させることができる場所の提供を呼びかけている。
ドローン操縦資格者の養成に向け大分県杵築市と連携し、同市立上小学校の校舎跡を活用して専門講座を開講している。同拠点はドローンスポーツの練習場としても活用し、オートバックスセブンと提携して「ドローンサッカー」の普及などに取り組む。

## 役員
当団体の役員は以下の通り。
- 代表理事 - 溝部公憲（陸上単発飛行機操縦士）
- 理事 - 馬淵浩司
- 理事 - 福島学
- 監事 - 浅見翼
- 参与 - 飯沼純一